# شهرستان جکسون (کانزاس)
شهرستان جکسون، کانزاس (به انگلیسی: Jackson County, Kansas) شهرستانی در ایالات متحده آمریکا است که در کانزاس واقع شده‌است.